# Witold Borowski
Witold Borowski, ps. Witek, Witold, Wiktor Brzeziński (ur. 13 czerwca 1913 w Radomiu, zm. 2 czerwca 1945 w Antoninie) – członek Stronnictwa Narodowego i Związku Akademickiego Młodzież Wszechpolska oraz podporucznik  Narodowych Sił Zbrojnych i Narodowego Zjednoczenia Wojskowego.

## Życiorys
W 1932 podjął studia na Wydziale Prawa Uniwersytetu Warszawskiego. W tym czasie był kierownikiem Sekcji Akademickiej SN i należał do władz Młodzieży Wszechpolskiej. Jesienią 1936 współorganizował akcję blokady Uniwersytetu, zakończonej pacyfikacją uczelni przez specjalne oddziały policji. Z tego powodu został wydalony ze studiów i musiał kończyć je na Uniwersytecie Poznańskim. Następnie został osadzony w obozie w Berezie Kartuskiej. Po wybuchu wojny obronnej w 1939 nie został powołany do służby wojskowej. Dopiero kiedy zgłosił się na ochotnika z własnym motocyklem, został przyjęty. W czasie walk został ranny w nogę. Dostał się do niewoli niemieckiej, ale zbiegł ze stalagu i musiał się ukrywać. Pod koniec 1939 zaangażował się w działalność konspiracyjną w SN. Do 1941 pełnił funkcję członka Zarządu Okręgu SN Radom, a następnie przeszedł do Wydziału Organizacyjnego SN w Warszawie. W tym czasie ukończył też szkołę podchorążych w stopniu podporucznika. W II połowie 1941 został redaktorem pisma młodzieżowego "Wielka Polska". Po scaleniu NOW z AK, był współorganizatorem rozłamu w SN i NOW oraz utworzenia Armii Narodowej i wejścia do NSZ. Został wówczas członkiem Wojennego Zarządu Głównego SN. Jednocześnie dalej był redaktorem "Wielkiej Polski", którą przejęli rozłamowcy. Wkrótce objął funkcję zastępcy szefa Służby Oświatowo-Wychowawczej KG NSZ, a od września 1943 został jej szefem. Po scaleniu NSZ z AK w marcu 1944, pracował w pionie politycznym SN. Podczas powstania warszawskiego przebywał w Milanówku pod Warszawą, gdzie organizował pomoc dla rannych. Po kapitulacji powstańców, był jednym z inicjatorów utworzenia Narodowego Zjednoczenia Wojskowego. Objął funkcję szefa propagandy w KG NZW. W kwietniu 1945 został aresztowany przez UB i osadzony w obozie w Rembertowie. Należał do grupy, która przygotowywała akcję rozbicia obozu od wewnątrz przy pomocy oddziałów partyzanckich. Akcja odbyła się 29 maja 1945. Witold Borowski odzyskał wolność, ale tylko na krótko. Zginął 2 czerwca w trakcie obławy UB i NKWD w Antoninie koło Mińska Mazowieckiego. Został pochowany na cmentarzu w Jakubowie.
Żona Witolda Borowskiego, Natalia, w NSZ pełniła funkcję komendanta Pomocniczej Służby Kobiet (PSK) Dzielnicy 1 - Południowej (Mokotów)w Warszawie. Brat Witolda, Jan, był pilotem i zginął 18 października 1940 roku podczas bitwy o Anglię.

## Odznaczenia
- Krzyż Officerski Orderu Odrodzenia Polski – pośmiertnie 11 listopada 2006 przez prezydenta RP Lecha Kaczyńskiego za wybitne zasługi dla niepodległości Rzeczypospolitej Polskiej[1]